# Exército das Nacionalidades Shanni
O Exército das Nacionalidades Shanni (birmanês:  ရှမ်းနီ အမျိုးသားများ တပ်မတော်; em inglês:  Shanni Nationalities Army, abr. SNA) é um grupo insurgente shanni ativo no norte da região de Sagaing e no estado de Kachin, Mianmar (Birmânia). Embora tenha sido fundado em 1989, tornou-se totalmente um grupo armado em 2016. A organização tem cinco objetivos – ganhar a condição de Estado, combater as drogas, estabelecer uma União federal, construir a unidade entre todos os subgrupos shan e conservar o equilíbrio ecológico.

## Antecedentes
O povo Tai Lai ou Shanni, que totaliza cerca de 300.000 pessoas, é um povo aparentado com o povo shan. Eles vivem no oeste do estado de Kachin e no norte da região de Sagaing.
O povo shanni sofreu supressão de identidade, com muitos membros do Exército das Nacionalidades Shanni apontando para a história de perda do seu território para o povo kachin após o Acordo de Panglong. Alguns membros do Exército das Nacionalidades Shanni reivindicam a história dos Estados históricos shan na área de Mong Yang a Hkamti Long. A sobreposição entre os desejos de um Estado shanni e o Estado Kachin existente, bem como a alegada opressão de Shanni pelo Exército de Independência Kachin, colocaram os dois grupos armados em conflito entre si, enquanto sua demanda por um Estado também antagonizou o Tatmadaw.

## História

### Formação para 2020
De acordo com o Exército das Nacionalidades Shanni, o grupo foi formado em julho de 1989 e estabeleceu pela primeira vez um quartel-general em Nwe Impha, na fronteira entre Índia e Mianmar, em 2009.
A formação do Exército das Nacionalidades Shanni foi anunciada em Janeiro de 2016 baseando-se no facto de que, ao estabelecer um grupo armado, o povo shanni teria um papel mais proeminente no diálogo político do país e seria capaz de proteger a sua área. A organização ganhou relevância a partir do rescaldo do Acordo Nacional de Cessar-Fogo e no contexto do aumento da violência entre o Exército de Independência Kachin e o Exército do Estado Shan – Sul. Os membros do Exército das Nacionalidades Shanni pegaram em armas porque sentiam que só tendo um grupo armado o seu grupo étnico seria uma consideração importante no processo de paz. O Exército das Nacionalidades Shanni e os ativistas shanni em 2016 queriam que a Liga Nacional para a Democracia lhes permitisse assinar o Acordo Nacional de Cessar-Fogo. No entanto, o governo tinha uma política de não reconhecer novos grupos étnicos armados.
Em 2019, eles tinham bases em várias partes do estado de Kachin e da região de Sagaing. As tensões entre as forças armadas mianmarenses e o Exército das Nacionalidades Shanni ampliaram em meados de Abril de 2020, com o aumento da militarização do Exército de Mianmar no município de Homalin, acabando por suprimir o conflito armado contínuo. Em julho de 2020, cinco combatentes do Exército de Independência Kachin mataram dois adolescentes shanni depois de levá-los cativos. O Exército de Independência Kachin emitiu um pedido formal de desculpas e puniu os combatentes duas semanas depois, após aumento da tensão e pressão do Exército das Nacionalidades Shanni.

### Guerra civil de Mianmar
Mesmo quando o golpe de Estado de 2021 evoluiu para um novo conflito étnico, muitos líderes do Exército das Nacionalidades Shanni preferiram permanecer como espectadores, mantendo boas ligações com o Exército de Mianmar. As comunidades shanni tinham um histórico de colaboração com o Tatmadaw em suas próprias áreas para se oporem ao Exército de Independência Kachin. Em 26 de maio de 2021, o segundo em comando do Exército das Nacionalidades Shanni, o major-general Sao Khun Kyaw, foi assassinado pelo Exército de Mianmar.
No entanto, em 2022, o Exército das Nacionalidades Shanni estava ativamente aliado à junta militar à medida que o conflito entre a organização e o Exército de Independência Kachin aumentava. Em setembro daquele ano, acusou o Exército de Independência Kachin, bem como o Força de Defesa do Povo e o Governo de Unidade Nacional de "acelerar o plano de genocídio contra os cidadãos Shan Ni". Um local especulou que a presença crescente do Exército de Independência Kachin em áreas contestadas pelo Exército das Nacionalidades Shanni o levaria a mudar a sua posição.
Em Agosto de 2022, o Exército das Nacionalidades Shanni e o Exército de Myanmar incendiaram centenas de casas no estado de Kachin, forçando a retirada do Exército de Independência Kachin da área. Em setembro, duas bases do Exército das Nacionalidades Shanni foram atacadas pelo Exército de Independência Kachin e por grupos aliados da Força de Defesa do Povo usando artilharia pesada no município de Banmauk e no município de Homalin.
Em Janeiro de 2023, vários detidos do posto policial da aldeia de Se Zin controlada pela junta militar foram entregues ao Exército das Nacionalidades Shanni. Aproximadamente uma centena de detidos foram levados ao posto policial após semanas de combates entre o Exército de Independência Kachin contra os militares miamarenses e o Exército das Nacionalidades Shanni no município de Hpakant. Os detidos foram sujeitos a tortura e fome e alguns morreram de doenças devido à inexistência de cuidados médicos nas suas celas. Em 19 de janeiro de 2023, pelo menos oito dos detidos foram entregues ao Exército das Nacionalidades Shanni pelos militares miamarenses. As tropas do Exército das Nacionalidades Shanni trouxeram os detidos para a selva com os olhos vendados e as mãos amarradas e assassinaram-nos cortando-lhes a garganta. Três dos detidos sobreviveram porque os soldados estavam muito bêbados. Uma testemunha afirmou que os prisioneiros eram retirados das celas e assassinados rotineiramente.

## Nota
- Este artigo foi inicialmente traduzido, total ou parcialmente, do artigo da Wikipédia em inglês cujo título é «Shanni Nationalities Army».